# Хофгартен (Мюнхен)
Хофгартен (нем. Hofgarten) — парк в стиле барокко в центре Мюнхена.
Ренессансный парк Хофгартен был заложен в итальянском стиле в 1613—1617 годах при Максимилиане I. Главным входом в парк являются ворота, обращённые к церкви Театинеркирхе, которые являются первым творением архитектора Лео фон Кленце в Мюнхене. С двух сторон Хофгартен ограничен аркадными галереями. В северной части находится Немецкий музей театра, в западной части фрески Петера фон Корнелиуса повествуют об истории дома Виттельсбахов. Южную границу Хофгартена образует фасад мюнхенского дворца-резиденции, в восточной части которого находится Баварская государственная канцелярия.
В центре Хофгартена расположен павильон под названием «Храм Дианы» (нем. Dianatempel), построенный в 1615 году. От каждой из восьми арок павильона по Хофгартену расходятся дорожки, определившие его структуру. В павильоне проходят концерты, по вечерам, в летнее время (май-сентябрь) в среду и воскресенье в Храме Дианы танцуют сальсу, в пятницу аргентинское танго, днём посетителей парка развлекают уличные музыканты. Здание украшают изнутри четыре украшенных морскими раковинами настенных фонтана, упомянутые в «Яствах земных» Андре Жида. Крышу Храма Дианы украшает копия «Баварской Теллус» — бронзовой статуи работы Губерта Герхарда 1623 года. Оригинал статуи находится в Императорском зале мюнхенского дворца-резиденции.
Во время Второй мировой войны Хофгартен был разрушен. Восстановленный Хофгартен представляет собой стилистический компромисс между английским ландшафтным парком, появившимся здесь на основе плодового парка середины XIX в., и изначальным проектом парка XVII века.

## Галерея

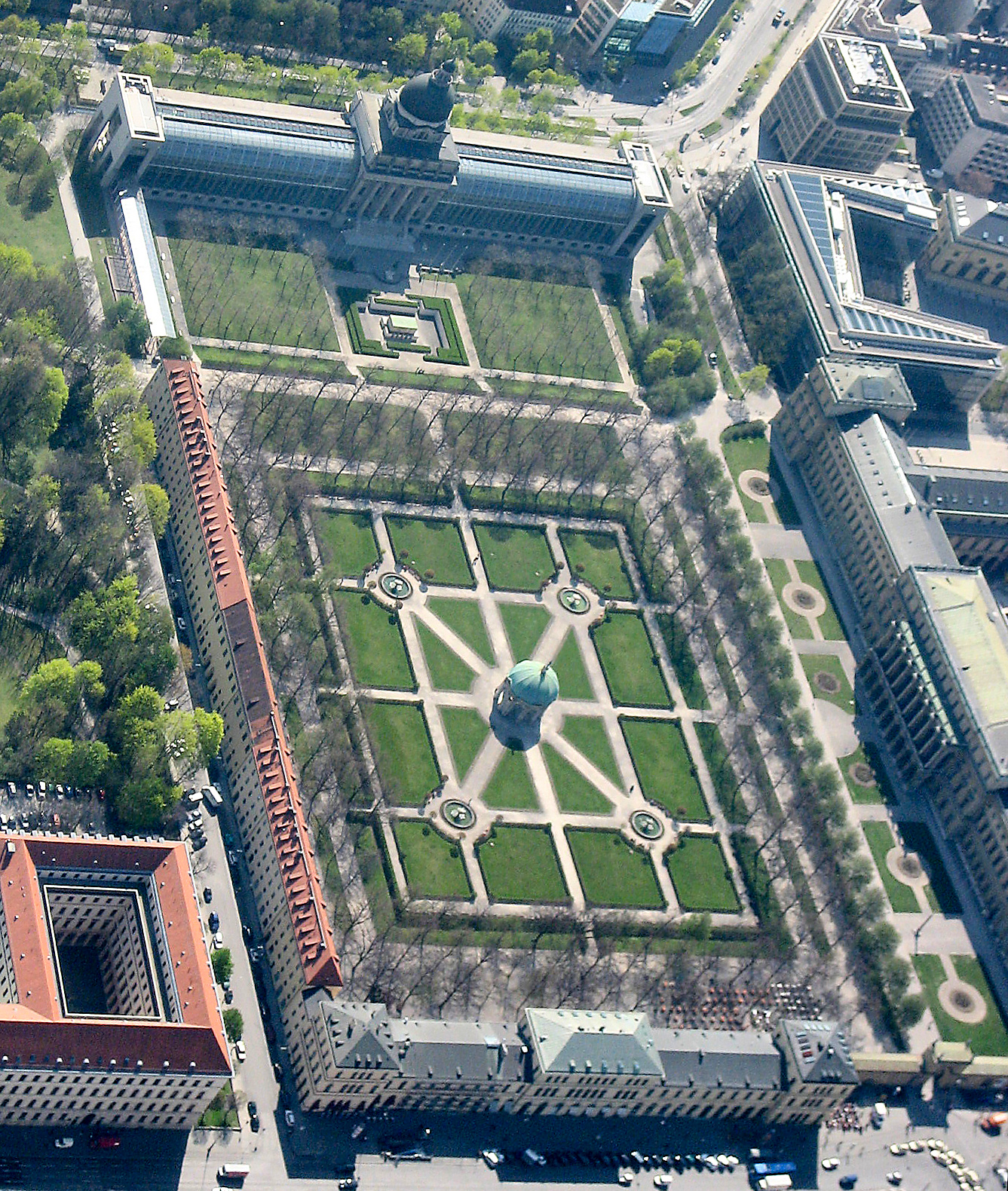
Вид с высоты птичьего полёта